# Calipso (mitologia)
Calipso (em grego clássico: Καλυψώ), na mitologia grega, era uma ninfa do mar, muito sedutora e caprichosa.
Segundo Hesíodo seria uma das Oceânides filhas dos titãs Oceano e de Tétis, e vivia em uma gruta, na encosta de uma montanha na ilha de Ogígia. Mas frequentemente, seria filha de Atlas com uma deusa qualquer, e, segundo Pseudo-Apolodoro, seria uma das Nereidas, filha de Nereu e Dóris. A entrada da sua morada era cercada por um bosque sagrado, onde havia uma fonte, também sagrada. Os seus filhos mais importantes, geralmente apontados como descedentes de Odisseu, eram Nausítoo , Nausínoo e Latino.

## Nome
A etimologia do nome da ninfa é καλύπτω (kalyptō) que significa "esconder", "encobrir" e "ocultar", o que é o oposto de Apocalipse, que significa revelar, o que sugere que Calypso foi uma deusa da morte originalmente.

## Odisseia
No texto da Odisseia, atribuído a Homero, quando Odisseu (Ulisses) naufragou na costa da sua ilha,[a] Calipso acolheu-o em sua morada e por ele se apaixonou. Passava os dias a tecer e a fiar, e neste tempo insistia em seduzi-lo, oferecendo-lhe inclusive a imortalidade se aceitasse ficar com ela para sempre.
O herói, entretanto, resistia, sem conseguir esquecer a sua pátria, a sua esposa (Penélope) e seu filho (Telêmaco). Passados sete anos, após os quais Posídon acalmara a sua ira, Zeus, compadecido, enviou Hermes até à presença de Calipso com ordem para que ela libertasse seu hóspede. Desse modo, mesmo contra a sua vontade, ela forneceu os recursos para que Odisseu construísse uma jangada, deu-lhe provisões e assegurou-lhe as condições favoráveis para o caminho de volta ao lar.

## Outras obras
Na obra Les Aventures de Télémaque ("As Aventuras de Telêmaco"; 1699), de François Fénelon, encontram-se narradas as aventuras do filho de Odisseu à procura do pai. Ele também chegou à ilha de Ogígia e Calipso também tentou retê-lo com as mesmas promessas. Mas Atena o acompanhava na forma de Mentor e ajudou-o a resistir à tentação. Nas obras "Percy Jackson & os Olimpianos" e "Os Heróis do Olimpo", ambas do autor Rick Riordan, o personagem Percy Jackson acaba em Ogígia e Calipso se apaixona por ele. Eventualmente, em Heróis do Olimpo, Leo Valdez também acaba em Ogígia e tira Calipso de lá.

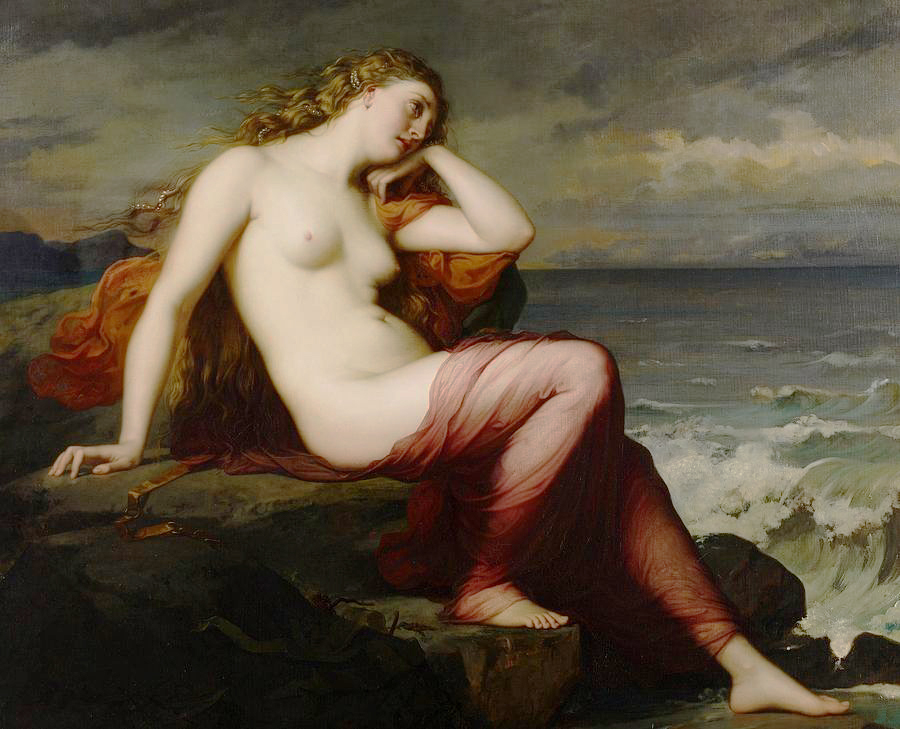
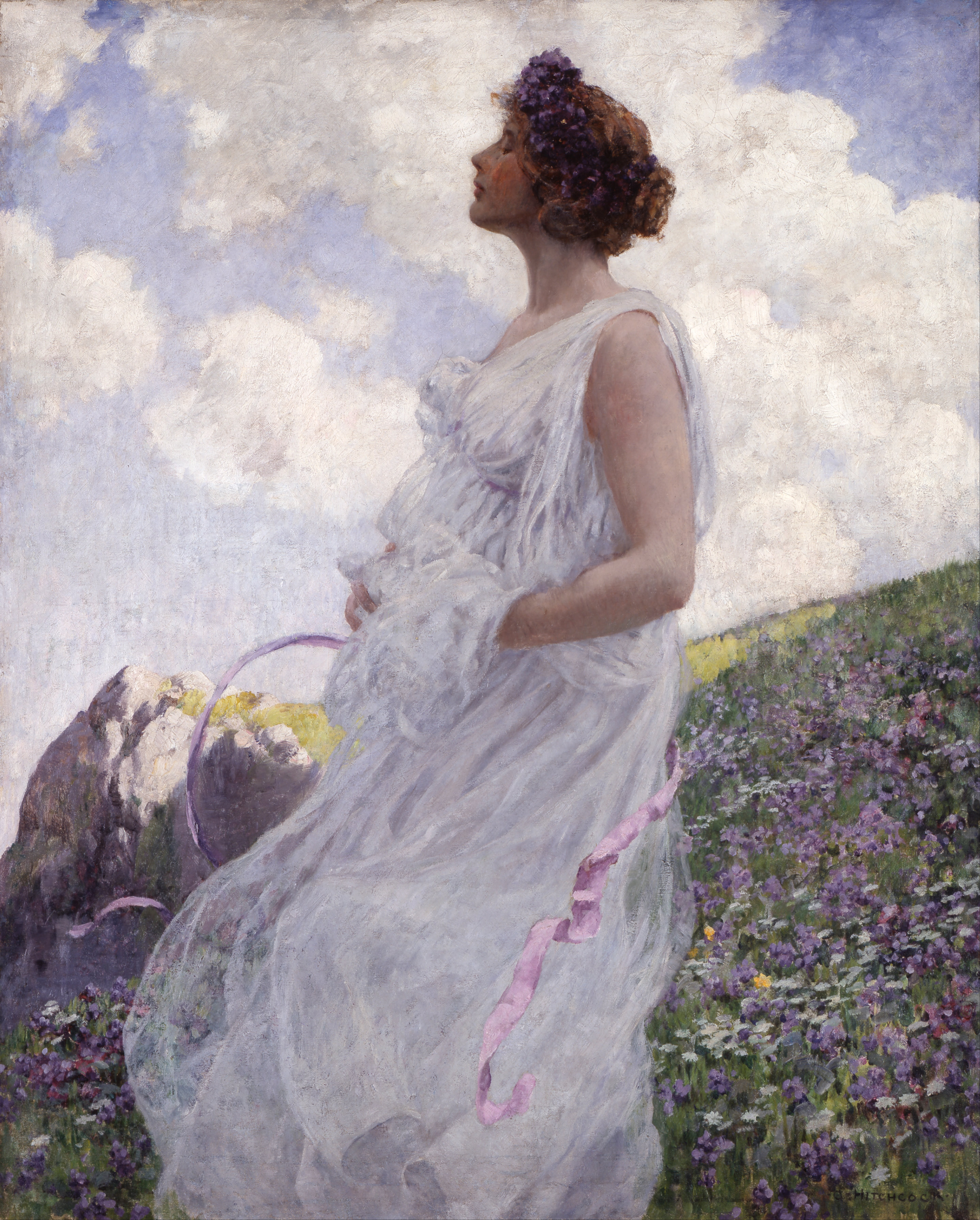
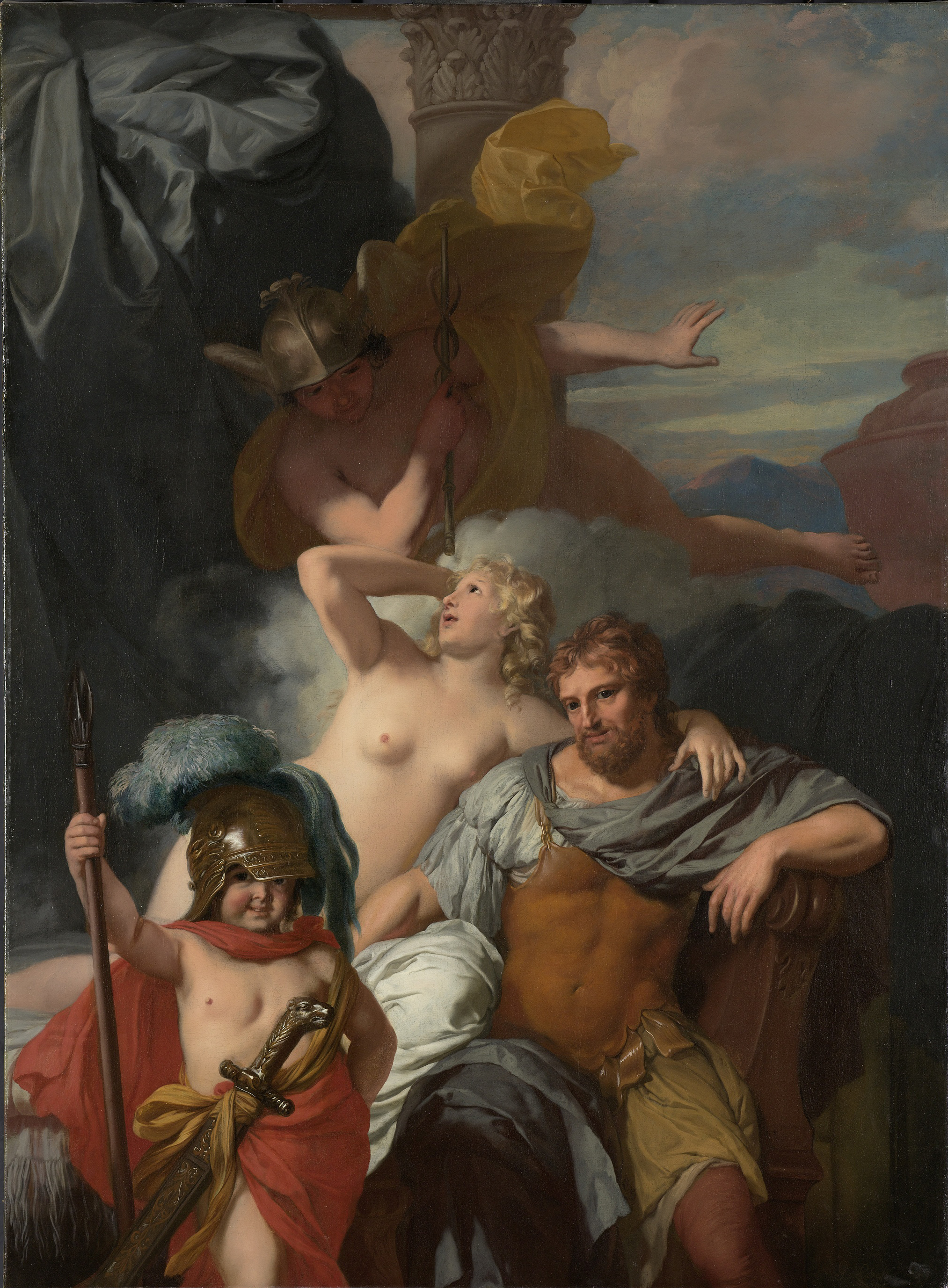
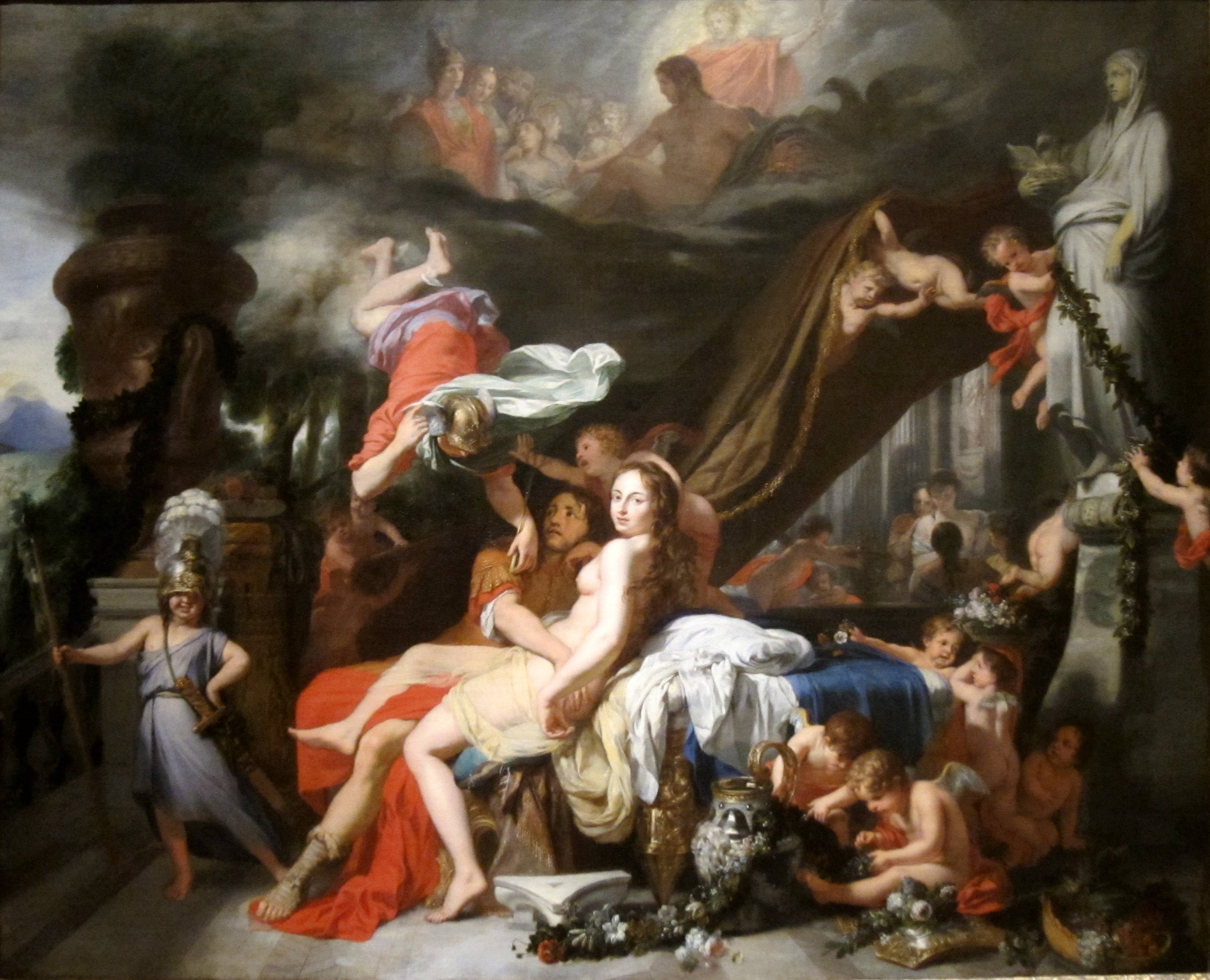